# Saint-Germain-Laxis
Saint-Germain-Laxis is een gemeente in het Franse departement Seine-et-Marne (regio Île-de-France) en telt 567 inwoners (2004). De plaats maakt deel uit van het arrondissement Melun.

## Geografie
De oppervlakte van Saint-Germain-Laxis bedraagt 7,2 km², de bevolkingsdichtheid is 78,7 inwoners per km².
De onderstaande kaart toont de ligging van Saint-Germain-Laxis met de belangrijkste infrastructuur en aangrenzende gemeenten.

## Demografie
Onderstaande figuur toont het verloop van het inwonertal (bron: INSEE-tellingen).